# Holavanhalli
Holavanhalli är en ort i Indien.   Den ligger i distriktet Tumkur och delstaten Karnataka, i den södra delen av landet, 1 700 km söder om huvudstaden New Delhi. Holavanhalli ligger 733 meter över havet och antalet invånare är 6 332.
Terrängen runt Holavanhalli är platt. Runt Holavanhalli är det tätbefolkat, med 369 invånare per kvadratkilometer. Närmaste större samhälle är Madhugiri, 17,5 km nordväst om Holavanhalli. Trakten runt Holavanhalli består till största delen av jordbruksmark.